# Цирконат магния
Цирконат магния — неорганическое соединение,
соль магния и циркониевой кислоты с формулой MgZrO3,
бесцветные кристаллы.

## Физические свойства
Цирконат магния образует бесцветные кристаллы.

## Применение
- Используется в термостойких покрытиях.